# John Spenkelink
John Arthur Spenkelink (ur. 29 marca 1949 w Le Mars, Iowa, zm. 25 maja 1979 w Raiford, Floryda) był drugą osobą straconą w USA po wznowieniu wykonywania wyroków śmierci w roku 1977, pierwszą straconą w stanie Floryda po tymże przywróceniu i pierwszą od 1966 straconą na krześle elektrycznym w USA. W przeciwieństwie do straconego w roku 1977 w Utah Gary’ego Gilmore’a nie został stracony na własne życzenie.
Po odsiedzeniu wyroku za drobne przestępstwa w rodzinnej Kalifornii, Spenkelink podróżował wraz ze swoim kolegą z więzienia, Josephem Szymankiewiczem. Wedlug relacji Spenkelinka, Szymankiewicz miał mu składać niedwuznaczne propozycje a nawet zmusił do zagrania w rosyjską ruletkę. Spenkelink zabił swego towarzysza toporem. Został skazany na śmierć w roku 1973.
Gubernator Reubin Askew podpisał nakaz jego egzekucji w roku 1976. Na trzy dni przed pierwszym terminem wykonania wyroku egzekucja została wstrzymana. 22 maja 1979 nowy gubernator, Bob Graham, podpisał nowy wyrok.
W tym czasie sędzia Sądu Najwyższego USA Thurgood Marshall wezwał do wstrzymania egzekucji, jednakże rząd Florydy odmówił. Spenkelink został stracony dnia 25 maja.
Jego ostatnie słowa brzmiały: Capital punishment: those without the capital get the punishment.
Krótko po jego egzekucji oficer policji z Jacksonville wyprodukował 20 tysięcy koszulek z wizerunkiem krzesła elektrycznego i napisem: 1 down, 133 to go.
Zaraz po jego egzekucji pojawiły się pogłoski, jakoby, przy wyprowadzaniu z celi, Spenkelink miał walczyć i został pobity przez strażników tak, że złamał kark, i został posadzony na krześle już będąc martwym. Niektórzy świadkowie twierdzili, że przy sadzaniu tak właśnie wyglądał. Aby rozwiać te plotki ciało ekshumowano, w wyniku sekcji zwłok stwierdzono, iż zgon nastąpił w wyniku porażenia prądem.